# Apológia Kutatóközpont
Az Apológia Kutatóközpont (CFAR Hungary)  a  nemzetközi Centers For Apologetics Research „Hitvédelmi Kutatóközpontok” magyarországi szervezete. Protestáns hitvédelmi, illetve valláskutató, ismeretterjesztő tevékenységet végez.

## Létrejöttének főbb motívumai
A CFAR 1996-ban jött létre az USA-ban úgy, hogy az 1960-as évek-ben Walter Martin által alapított evangelikál Christian Research Institute (CRI) szervezetből vált ki. Ugyanis a CRI akkori vezetője meg akarta szüntetni a brazíliai és az oroszországi hitvédelmi kutatóközpontot. E kis csoport CRI-től különválva a Centers For Apologetics Research nevet választotta magának 1996-ban.

### Apológia Alapítvány
Magyarországon a Magyar Evangéliumi Keresztyén Diákszövetség és a Harmat Kiadó hozta létre az Apológia Alapítványt 2000-ben.
A Kutatóközpont munkáját az Apológia Alapítvány Kuratóriuma felügyeli. A hazai Alapítvány Kuratóriumának tagjai baptista, golgotás, metodista és református gyülekezetek tagjai.

## Centers For Apologetics Research (CFAR)
A CFAR központja Kaliforniában van. Kutatóközpontokat alapított még Oroszországban, Ukrajnában, Brazíliában és Ugandában. Új kutatóközpontok alapítás alatt vannak Európában és Afrikában.

## Működése

### A Kutatóközpont vezetője
Az Alapítvány által fenntartott Kutatóközpont főállású vezetője Szalai András, metodista teológus. Nyelvtanári, evangélikus hittanári (BA) és vallástudományi (MA) diplomával rendelkezik, jelenleg az Evangélikus Hittudományi Egyetemen végzős doktorandusz.

#### Munkatársak
A munkából olyanok is kiveszik részüket, akiket szakmai hozzáértésük miatt a Kutatóközpont kér fel egy-egy téma kidolgozására, konzultációra vagy előadásra. Rajtuk kívül alkalmilag olyanok is segítik a kutatást, akik korábban valamely nem keresztény vallási közösség tagjai voltak, és tanácsért fordultak a Kutatóközponthoz.

### Együttműködés protestáns szervezetekkel
Az AKK együttműködik missziószervezetekkel (Magyar Evangéliumi Keresztyén Diákszövetség, Timóteus Társaság, PMTI, Szentírás Szövetség stb), és bármely ökumenikus nyitottságú keresztény egyházzal.

### A Kutatóközpont könyvtára
Az AKK jelentős és folyamatosan bővülő könyv és dokumentum gyüjteménnyel rendelkezik, amely a kutatott vallási közösségek saját irodalmát, illetve a hazai és nemzetközi valláskritikai irodalmat is gyűjti. Így a Kutatóközpont munkatársai és vendégei elsődleges és másodlagos forráskutatást egyaránt végezhetnek. A könyvtár nem nyilvános, de előzetes egyeztetés alapján bármely kutató számára hozzáférhető.

## Hitvallás
„Az Apológia mint felekezetközi szolgálat a niceai-konstantinápolyi hitvallást és a CFAR evangéliumi alapokat rögzítő hitvallását (Doctrinal Statement) vallja:
1. A Biblia ihletett kinyilatkoztatás. Az Ó- és Újszövetségből álló Szentírás Isten egyetlen, teljes és végső kinyilatkoztatása, amely teljességében ihletett, eredeti kézirataiban hibátlan, tévedhetetlen és teljesen megbízható minden olyan témát illetően, amelyről beszél. Hisszük, hogy hitelvi és gyakorlati kérdésekben a legfelsőbb, végső tekintély, illetve hogy az Istennek tetsző élethez és az üdvösséghez elégséges.
2. Szentháromság. Egyetlen mindenható, tökéletes és szent Isten van, aki a mindenség teremtője és fenntartója, aki öröktől fogva és örökké három azonos lényegű, hatalmú és dicsőségű személyben létezik mint Atya, Fiú és Szentlélek.
3. Krisztus, Jézus a Messiás (Krisztus), akit a zsidóság várt, aki az 1. században eljött, közöttünk tökéletes életet élt, a kereszten kínhalált halt, mégis testében feltámadt, tanítványainak megjelent, majd a mennybe ment, és egy napon ígéretének megfelelően személyesen és láthatóan visszatér, hogy felállítsa Királyságát, és ítéljen élők és holtak felett. Hisszük, hogy a Szentlélek által a szűz Máriától született, hogy valóságos Isten és valóságos ember, illetve hogy ő az egyetlen közbenjáró Isten és ember között.
4. Szentlélek a Jézusban hitre jutók újjászülője és megszentelője, az Egyház pártfogója, vezetője, tanítója és a lelki ajándékok adományozója.
5. Teremtés, eredendő bűn. Az emberi faj Isten képére és hasonlatosságára lett teremtve. Hisszük ugyanakkor, hogy az első ember bukása által az egész emberiség Istentől elidegenedetté, szívében romlottá és irányvesztetté vált. Az ember így teljesen rá van szorulva Istenre a Vele való kapcsolat helyreállításában, újjá kell születnie.
6. Kegyelemből, hit általi üdvösség. Az üdvösség és az örök élet egyedül Isten kegyelméből, a Jézus Krisztus helyettes bűnhődésébe, áldozatába és feltámadásába vetett személyes hit által adatik. Az igazi hit természetesen tettekben is megnyilvánul, a megváltozott életvitel bizonyítja.
7. Isten ítélete. Az ember végső sorsa az örök élet vagy az örök halál, és hogy a döntést a szerető és ugyanakkor igazságos Istenre bízhatjuk. Aki még földi életében elfogadja Jézus Krisztus evangéliumát, az megmenekül. Aki az evangéliumot ismeri, de elutasítja, az elítéltetik. Aki földi életében nem ismerhette meg Isten törvényét és az evangéliumot, az a saját lelkiismerete alapján ítéltetik majd meg.”

## Kiadványok

### Weboldal és web CD-ROM
Az AKK elsődlegesen weboldalán teszi közzé kutatásainak eredményeit. Azok számára, akik nem férnek hozzá az internethez, CD-ROM-on kaphatják meg azt.

### Könyvek

#### Jehova és a szervezet
Az Őrtorony Társulat irodalmára támaszkodó, elsősorban Jehova Tanúinak, illetve velük bibliatanulmányozást folytatóknak készült szakkönyv. A könyv az AKK szerint segítség lehet azoknak is, akik meg szeretnék érteni Jehova Tanúi gondolkodásmódját. A következő kérdésekre keresi a választ az Őrtorony Társulattal kapcsolatban (a tartalomjegyzék alapján):
- Az egyetlen igaz vallás?
- Teokratikus szervezet?
- Engedelmeskedni kell neki?
- Nélküle nem lehet érteni a Bibliát?
- Isten prófétája?
- Helyreállította a Bibliát?

Függelékében adatokat közöl Jehova Tanúi vallásszervezetéről, kisszótárban ismerteti a speciális társulati kifejezéseket, az angol nyelvű társulati kiadványok magyar címeit, valamint nyelvtani alapfogalmakat. A könyv egy több tíz oldalas dokumentumgyűjteménnyel zárul (fénymásolatok) az eredeti társulati kiadványok alapján.

#### Más Jézus, más Lélek, más evangélium
A könyv első kiadása 1998-ban, második (átdolgozott) kiadása 2011-ben jelent meg.
A könyv mindkét kiadása egyrészt ismertetést igyekezett nyújtani különböző – az író szerint szélsőséges – keresztény  egyházak, csoportok keletkezéséről és jellegzetességeiről; másrészt az ezekhez tartozóknak, rokonaiknak, és más keresztényeknek egyfajta szemléletet átadni arról, hogyan lehet a Biblia, és (a 2. kiadásban hangsúlyozott) keresztény hagyományok, hitvallások alapján értékelni ezeket a közösségeket.

### Füzetek

#### Segédanyag a vallások kutatásához
Az Apológia vallásismereti és hitvédelmi füzetsorozatának első darabja. A füzet bemutatja a 2003-as magyarországi vallási palettát abc sorrendben és az AKK által besorolt típusok szerint. Ezen túl megismertet vallásismereti és felekezetismereti fogalmakkal különféle lexikonok nyomán, forráskezelési tanácsokat ad kutatóknak, valamint felsorolja a hazai civil és egyházi intézményeket és a valláskutatás spektrumát (azaz milyen szempontú megközelítések léteznek a valláskutatással kapcsolatban.)

### Traktátusok
Az AKK az Institute for Religious Research által kiadott magyar nyelvű traktátusokat is terjeszti. Az eddig megjelent traktátusok címei:
- Jehova Tanúi szervezetének négy veszélye
- Tények Jehova Tanúi történetéről és tanításairól
- Keresztény a mormon vallás?
- A Mormon Könyve ma
- Új fényben Joseph Smith első látomása

## Tevékenysége

### A kutatás tárgya és módszertana
Az AKK a rendszerváltás után kialakuló és azóta is folyamatosan bővülő igények betöltésére jött létre. Tanulmányait olyan vallási irányzatokról, jelenségekről készíti, amelyekkel kapcsolatban az átlagnál is több kérdés és kérés érkezik be. Kutatási területeit tehát a hazai egyházi és civil igények határozzák meg (például világvallások, okkultizmus, Jehova Tanúi, mormonok, kulturális és etikai kérdések stb.).
Az AKK módszertana nemzetközileg kidolgozott kutatási etikát követ. Az első szakasz az adott vallási-világnézeti irányzat vagy jelenség saját szakirodalmának, illetve a hazai és nemzetközi civil vallástudományi és keresztény valláskutatás eredményeinek a feldolgozása. A második a készülő tanulmányok ellenőriztetése jelenlegi és volt tagokkal, illetve – lehetőségtől függően – képviselőkkel. A harmadik a kész ismertető anyag teológiai értékelése protestáns szempontok alapján. Végül, a tanulmányok időnként korrigálásra, bővítésre kerülnek a saját további kutatások és külső források, kért korrekciók alapján.

### Szolgáltatások
A Kutatóközpont szolgáltatásait a protestáns teológiák, diákmissziók, gyülekezetek, ifjúsági- és lelkészkonferenciák veszik igénybe, de újságírók és a különböző társadalomtudományok civil művelői, illetve érdeklődő magánszemélyek is. A szolgáltatások minden esetben ingyenesek.

#### Ismeretterjesztés
Történhet könyvekben, interneten, szórólapokon és a média minden lehetséges formájában, illetve meghívásra vagy saját szervezésben nyilvános előadásokon, például egyetemeken, kultúrházakban, ifjúsági táborokban, iskolákban és keresztény gyülekezetekben.

#### Teológiaiés hitvédelmi képzés
Leginkább protestáns gyülekezetek és teológiai intézmények, missziószervezetek részére.

#### Tanácsadás, konzultáció
A Kutatóközpont egyrészt lelki útmutatást nyújt vallási közösségek olyan jelenlegi és volt tagjai, illetve hozzátartozóik számára, akik tanácsot kérve keresik fel. Másrészt szakmai konzultációt kínál a hivatásukból fakadóan érdeklődőknek (például pedagógusok, újságírók, rendőrök, könyvkiadók).

## Idézetek
Apológia alapítvány végzéséből:
Célja: „A keresztény vallás identitásának és integritásának védelme, ezzel összefüggésben más vallásoknak és a kereszténységről alkotott képüknek a kutatása, illetve az ezzel kapcsolatos ismeretterjesztés.”